# Анте Нарделлі
Анте Нарделлі (15 квітня 1937 — 5 вересня 1995) — югославський ватерполіст.
Учасник Олімпійських Ігор 1960, 1964 років.
Срібний призер Олімпійських ігор 1964 року.